# بول رانسون
بول إيلي رانسون ولد29 مارس 1861 وتوفي 20 فبراير 1909 كانرسامًا وكاتبًا فرنسيًا  مرتبطًا بـ Les Nabis .

## سيرة شخصية
ولد في ليموج توفيت والدته أثناء الولادة فنشأ وتعلم على يد أجداده ووالده لويس كازيمير رانسون، سياسي خدم فترتين كعمدة ليموج. تلقى دروس الرسم الأولى من جده، جان جاك ماكوار، والتحق بمدرسة الفنون الجميلة التطبيقية في الصناعة عام 1877.

## روابط خارجية
- المزيد من أعمال رانسون @ ArtNet
- نسخة محفوظة 2005-05-20 على موقع واي باك مشين. بول رانسون</link> @ رينوار للفنون الجميلة
- بول رانسون @ كيليدافيد
- لوحات رانسون في معارض آرييل الفنية